# Формация Моррисон
Форма́ция Мо́ррисон (англ. Morrison Formation) — совокупность верхнеюрских осадочных пород на западе США, являющаяся самым богатым источником ископаемых динозавров в Северной Америке. В состав формации входят аргиллит, песчаник, алеврит и известняк, окрашенные в светло-серый, зеленовато-серый либо красный цвет. Большинство окаменелостей встречается в пластах зелёного алеврита и нижних песчаниках, а также в долинах реликтовых рек и пойм юрского периода.
Центр формации находится в Вайоминге и Колорадо, с выходами на поверхность в Монтане, Северной и Южной Дакоте, Небраске, Канзасе и граничащих с ними районах Оклахомы, Техаса, Нью-Мексико, Аризоны, Юты и Айдахо. Сходные по возрасту и структуре слои осадочных пород под другими названиями описаны в Канаде.
Формация охватывает площадь около 1,5 млн км², при этом лишь незначительная её часть выходит на поверхность и доступна для изучения специалистами. К востоку от выходов осадочных пород на поверхность более 75 % формации покрыто прериями, к западу палеогеографическая протяжённость частично повреждена процессами горообразования Скалистых гор.
Формация получила своё название в честь местечка Моррисон (штат Колорадо), где в 1877 году Артур Лейкс обнаружил ископаемые остатки древних рептилий. В том же году формация стала центром «костяных войн» — скандального соперничества палеонтологов Отниела Чарльза Марша и Эдварда Копа, занимавшихся коллекционированием окаменелостей. В Колорадо, Нью-Мексико и Юте формация Моррисон стала основным источником добычи урановой руды.

## Геологическая история
Методом радиометрического датирования был выявлен возраст формации: 156,3 ± 2 млн лет в основании и 146,8 ± 1 млн лет в верхней части, что соответствует временному интервалу между началом кимериджа и ранним титоном поздней юры. По возрасту формация близка к формациям Зольнхофен в Германии, Тендагуру в Танзании и Лориньян в Португалии, причём в двух последних случаях отмечена идентичная либо близкородственная фауна.
Во времена ранней юры суперконтинент Пангея находился на раннем этапе своего распада. Вследствие сухого климата большая часть будущего плато Колорадо, где впоследствии сформировалась формация Моррисон, была покрыта песчаными дюнами (барханами); к настоящему времени их следы сохранились в оранжевых скалах песчаников Уингейт. В средней юре часть территории была затоплена наступающими с севера и северо-запада мелководными морскими проливами, отложения которых сформировали формации Кармел, Свифт и Сандэнс.
Ко времени формирования описываемой формации океан уже отступил и область современного Горного Запада представляла собой низменную равнину, с запада и юго-запада окаймлённую чередой невысоких гор. Часть суши, составившая основу будущего североамериканского континента, дрейфовала в северном направлении, область формации находилась примерно между 30° и 40° северной широты, в пойменной котловине между возвышенностями, расположенными непосредственно на западе — юго-западе (нагорья Севьер и Моголлон, англ. Sevier Highlands и англ. Mogollon Highlands) и далеко на востоке (Аппалачи). Широкая полоса гор на западе, по всей видимости, препятствовала движению воздушных масс, и по этой причине климат в данной области был по большей части полузасушливым, сходный с саванным. Недостаток атмосферных осадков компенсировали реки и грунтовые воды, в низменных местах образовывавшие множество небольших заболоченных озёр. Сезонные дожди могли приносить ветра с юго-востока, со стороны предшественника Мексиканского залива.
На северной периферии формации — на территории современного штата Монтана к северу от Грейт-Фолс, где находилось побережье древнего моря Сандэнс, обнаружены большие залежи угля, что свидетельствует о влажном климате с обилием болот и пышной растительности. Напротив, в юго-западной части формации отмечены эоловые, или выветренные, песчаники, что указывает на то, что это место было гораздо более засушливым — пустынным, с песчаными дюнами.

## Стратиграфические подразделения
Формация по своему составу неоднородна: соотношение и порядок ярко-красных, зелёных и серых аргиллитов, серых известняков, мелкозернистых и гравийных песчаников, других пород заметно отличаются в различных районах. Варьирует и толщина пластов: от менее 30 до 300 м. На основании этих отличий формацию разделяют на несколько подразделений, каждое из которых состоит из одной или нескольких отличительных фаций (типов пород, представляющих определённые среды). Основными из этих подразделений считаются пачки Тидуэлл, Солт-Уош и Браши-Бэйсин. Часть перечисленных ниже пачек считаются общепризнанными, принадлежность к формации других оспаривается отдельными группами геологов.
- Тидуэлл (англ. Tidwell Member; Аризона, Колорадо, Нью-Мексико, Юта) — базальная часть формации в западной и северной части плато Колорадо, в котловинах Парадокс[англ.] и Пайсенс[англ.], поверх формации оксфорда Саммервилл[англ.][15]. Состоит преимущественно из красных и серых алевритов, серых и светло-коричневых песчаников, серого известняка и некоторого количества белого гипса. Породы сформировались из отложений ила пересыхающих озёр, эоловых дюн, широких конусов выноса. Обычная толщина пласта от 8 до 23 м, при этом в долинах древних рек может быть больше[16][17].

- Солт-Уош (англ. Salt Wash Member; Колорадо, Юта) — аллювиальные песчаники желтовато-коричневого либо белёсого цвета в сочетании с конгломератами. Песчаники, как правило, средне- или крупнозернистые. Под воздействием марганцевых и глинистых минералов, оставленных на поверхности породы бактериями, они нередко приобретают так называемый пустынный загар, окрашиваясь в коричневый либо чёрный цвет. Между слоями песчаников залегают более тонкие слои красных, зелёных и серых аргиллитов с небольшими прожилками алевритов. На большей части плато Колорадо Солт-Уош занимает около половины толщины формации в нижней, базальной её части. Наибольшей толщины, до 122 м, пачка достигает на юге Юты. С 1947 по 1982 год в пределах Солт-Уоша добывали уран и ванадий[18].

- Браши-Бэйсин (англ. Brushy Basin Member; Аризона, Колорадо, Нью-Мексико, Юта) находится выше Солт-Уош и состоит из тех же компонентов, однако содержание аргиллита в нём значительно выше, местами до 50 % объёма. Последний может быть окрашен в красный, фиолетовый, бордовый, серо-зелёный, зелёный и различные оттенки серого цвета. В свою очередь, аргиллит по большей части состоит из бентонита — видоизменённого вулканического пепла, образовавшегося в результате кислых пеплопадов. Входящий в состав бентонита глинистый минерал монтмориллонит имеет свойство поглощать воду и по этой причине в сырую погоду порода разбухает, приобретая текстуру попкорна. Помимо песчаников (аналогичных по составу с песчаниками Солт-Уош, но с большим содержанием пепла) и аргиллита изредка встречаются тонкие слои серого известняка. Толщина пласта в среднем составляет около 91 м, в бассейне реки Сан-Хуан достигает 165 м. Породы образовывались в руслах извилистых рек и периодически пересыхающих озёрах, наполняемых грунтовыми водами и паводками[19].

- Песчаник Блафф (англ. Bluff Sandstone Member; Аризона, Колорадо, Нью-Мексико, Юта) содержит рыхлые, желтовато-серые или белёсые песчаники. Состоит из хорошо отсортированных, очень мелких и окатанных зёрен кварца с небольшим количеством полевого шпата, разноцветного кремния и тёмных акцессорных минералов. Хорошо окатанные зерна от средних до крупных либо рассеяны по всей пачке, либо концентрируются вдоль косо направленных прослоек[20]. Песчаник лучше всего обнажается около города Блафф[англ.] (штат Юта), где он достигает толщины 92 м. Предполагается, что песчаник отложился в эоловых условиях на возвышенности на краю дюнного поля. Водные потоки обходили этот участок стороной, что отражается в отсутствии окаменелостей позвоночных животных[21].
- Фифтимайл (англ. Fiftymile Member; Юта) ограничена южной частью штата Юта и заметнее всего представлена к югу от города Эскаланте[англ.]. Сложена переслаивающимися песчаниками и аргиллитами с минимальным содержанием конгломератов. Местами является самой верхней пачкой и контактирует с формацией Дакота[англ.][22][23].
- Рекапчер (англ. Recapture Member; Аризона, Колорадо, Нью-Мексико, Юта) ограничена бассейном реки Сан-Хуан на северо-западе Нью-Мексико и прилегающими районами Аризоны, Колорадо и Юты. Породы, обнажённые в этой пачке, представляют собой смесь переслаивающихся песчаников, алевритов, известняков и аргиллитов, окрашенных в желтовато-коричневый, красновато-коричневый, зелёный или серый цвета[24].

- Уэстуотер-Кэньон (англ. Westwater Canyon Member; Аризона, Колорадо, Нью-Мексико, Юта) находится в основном в бассейне реки Сан-Хуан. Состоит из красновато-коричневых, мелко- и среднезернистых песчаников с прослойками красного и зелёного аргиллита, иногда с примесью конгломератов. Отложения формировались в условиях разветвлённых рек, богатых органическими веществами[25]. Пачка является основным источником урановой руды в Моррисоне[26].
- Песчаник Джекпайл (англ. Jackpile Sandstone Member; Юта) также находится в основном в бассейне реки Сан-Хуан на северо-западе Нью-Мексико, хотя отдельные пласты встречаются в разрезах к востоку от неё. Толщина до 91 м. Состоит из белёсого либо желтовато-коричневого, средне- и крупнозернистого, косослоистого песчаника с глинистой матрицей. Переслаивается с линзами пёстрых бентонитовых аргиллитов, окрашенных в различные оттенки от бледно-зелёного до красного[27]. Отдельные авторы на основании анализа геохронологии обломочных цирконов полагают, что эта пачка может быть частью формации Бурро-Кэньон[англ.][28][29].

- Песчаник Ункпапа (англ. Unkpapa Sandstone Member; Южная Дакота) встречается в основном в западной части Южной Дакоты в виде хорошо отсортированного, мелкозернистого песчаника, состоящего в основном из кварца с некоторыми включениями полевого шпата. В ранние годы осадконакопления Моррисон в этом районе существовало поле песчаных дюн, намытых ветром с территории современной западной Небраски, окружённое илами из озёр, рек и пойм. О наличии водоёмов со спокойной водой указывают тонкие слои серых известняков с остатками брюхоногих моллюсков. Источником песка могли быть поднятые элементы формации Сандэнс, чьи песчаные зерна были размыты и унесены ветром на север[30]. Местами пачка перекрывается формацией Лакота[англ.] либо другими, основными пачками формации Моррисон[31].

- Ралстон-Крик (англ. Ralston Creek Member ; Колорадо) ранее считалась отдельной формацией. В 2010-х годах внесена в базальную группу формации Моррисон на востоке Колорадо. По-видимому, аналогична пачкам Тидуэлл и Солт-Уош. Переклассификация подтверждается более детальным изучением контактов и радиометрическим датированием. В ручье Ралстон-Крик присутствуют конгломераты, песчаники, гипсо-аргиллитовые и гипсо-песчано-аргиллитовые фации; пока неясно, имеет ли гипс морское или озёрное происхождение[32].

## Окаменелости
Хотя многие окаменелости формации Моррисон фрагментарны, их достаточно, чтобы составить хорошее представление о флоре и фауне бассейна Моррисон во времена кимериджа. В целом, климат был полузасушливым, похожим на саванный, но, поскольку покрытосеменных растений (в том числе трав и лиственных деревьев) ещё не было, растительный покров был совершенно иным. Хвойные деревья (араукариевые, подокарповые, кипарисовые, Cheirolepidiaceae), папоротники и саговники — доминирующие растения того времени — соседствовали с гинкго, полушниками и хвощами. Большая часть окаменелой растительности была околоводной, произрастающей в поймах рек и озёр. Там же обитали рыбы, лягушки, саламандры, ящерицы, крокодиломорфы, черепахи, птерозавры, ракообразные, улитки, двустворчатые моллюски (в том числе униониды) и маммалиаформы.
Динозавры, скорее всего, также придерживались водоёмов. Были обнаружены сотни окаменелостей таких динозавров, таких как аллозавр, цератозавр, торвозавр, камптозавр, орнитолестес, стегозавр (по крайней мере два вида) и близкородственный ему гесперозавр, ранние анкилозавриды Mymoorapelta и Gargoyleosaurus, а также широкий спектр завропод (четвероногих растительноядных динозавров). Известно, что по крайней мере некоторые из перечисленных животных гнездились в этом районе (в частности, были обнаружены эмбрионы камптозаврв). Есть основания полагать, что это была благоприятная среда для постоянного обитания, а не например промежуточная остановка мигрирующих популяций. При этом большая масса тела завропод интерпретируется как адаптация к миграции во время засухи.
Несколько ключевых факторов способствовали сохранности окаменелостей в течение многих миллионов лет. Остатки организмов оседали на дне водоёмов среди осадочных пород, принесённых со стороны возвышенностей (процесс седиментации), либо минералов, образованных во влажной среде с помощью физических и химических реакций. Параллельно с этим ландшафт под действием глубинных процессов плавно проседал, препятствуя вымыванию аллювия в океан. Сверху окаменелости покрывались песчаными либо иловыми наносами, что сохраняло их разрушение под воздействием воздуха, солнца и других организмов. В процессе цементации песок превращался в песчаник, а взвешенные частички глины в аргиллит. Спустя миллионы лет ландшафт вновь стал подниматься, и процесс накопления пород сменился процессом их вымывания, слой за слоем обнажая некогда погребённые остатки.

## История открытия
Коренные американцы были знакомы с окаменелостями и даже изготавливали из них наконечники метательных орудий и украшения, однако крупных костей избегали, опасаясь потревожить души умерших животных.
В июле 1859 года экспедиция армии США под командованием капитана Джона Макомба искала путь из Санта-Фе (Нью-Мексико) в южную часть Юты, где предположительно соединялись реки Грин-Ривер и Колорадо. Отряд сопровождал врач Джон Стронг Ньюберри, который во время очередного привала наткнулся на несколько крупных костей динозавра-завропода (позже этот участок формации будет приписан к пачке Тидуэлл). Находку отвезли в Филадельфию и передали профессору анатомии Джозефу Лейди, а тот, в свою очередь, показал её своему бывшему студенту Эдварду Копу. Коп составил описание и назвал ископаемую рептилию Dystrophaeus viaemalae.
1877 год отметился сразу несколькими находками, которые возбудили интерес палеонтологов к данной области. Железнодорожник Уильям Рид в районе станции в Комо-Блафф (штат Вайоминг) обнаружил несколько позвонков и костей конечностей завропода. Вместе с сотрудником станции Уильямом Карлином ему удалось собрать большое количество костей остатков крупного животного, о чём они молчали в течение нескольких месяцев. Аналогичные фрагменты в долине Гарден-Парк недалеко от населённого пункта Каньон-Сити (штат Колорадо) обнаружил студент Орамель Лукас (Oramel Lucas), сообщивший о своей находке палеонтологам Отниелу Ч. Маршу и Эдварду Копу. Последний заинтересовался сообщением и нанял студента раскопать для него данный участок. Наконец, школьный учитель по естествознанию Артур Лейкс и его друг, отставной морской офицер Генри Беквит нашли кости в районе городка Моррисон (штат Колорадо) к западу от Денвера. На этот раз на сообщение откликнулся Отниел Марш, заключивший контракт с Лейксом на предмет освоения карьера.
Команды Копа и Марша независимо друг от друга приступили к раскопкам в районах, где были обнаружены окаменелости. Их скандальное соперничество, сопровождавшееся взаимными обвинениями в прессе и в историографии получившее название «костяных войн», возбудило общественный интерес к динозаврам. С другой стороны, изыскания Копа и Марша, продолжавшиеся около 10 лет, привели к большому количеству открытий в области палеонтологии позвоночных.

## Основные места раскопок

### Колорадо
- Гарден-Парк[англ.]. Один из трёх основных участков, раскопанных командами палеонтологов Отниелом Маршем и Эдвардом Копом о время «костяных войн». В этот период был обнаружен и описан вид Camarasaurus supremus — самое массивное животное формации Моррисон, масса которого могла достигать 47 тонн. Тогда же были найдены типовые образцы динозавров Allosaurus fragilis, Diplodocus longus, Ceratosaurus nasicornis и Haplocanthosaurus priscus[42]. В 1992 году был обнаружен образец стегозавра Stegosaurus stenops с сохранившимся панцирем, что подтвердило наличие у этих животных двух рядов пластин на спине[43].
- Карьер Драй-Меса[англ.] находится на склоне хребта столовой горы с одноимённым названием в окрестностях города Делта. Сотрудник Университета Бригама Янга Джеймс Дженсен обратил внимание на это место в 1964 году после того, как владельцы местной лесозаготовительной компании Эдди и Вивиан Джонс подарили Смитсоновскому институту найденную ими кость конечности завропода. Во время обследования территории Дженсену удалось найти фалангу задней ноги неизвестного хищного динозавра, которого впоследствии назвали Torvosaurus tanneri. Начиная 1972 года сотрудники университета провели серию раскопок, выявив одну из самых разнообразных в формации палеофауну. Здесь было обнаружено несколько типовых образцов, включая птерозавра Mesadactylus, крупного теропода Torvosaurus и крупного завропода Supersaurus. Были найдены шесть экземпляров диплодока, пять экземпляров камаразавра (включая предчелюстную кость эмбриона) и по два экземпляра брахиозавра и апатозавра. Коллекцию дополнили несколько образцов древних рыб и земноводных. Учёные полагают, что здесь находился ручей с часто изменчивым руслом и большинство животных погибло во время внезапных паводков[44].
- Палеонтологическая зона Фруита (англ. Fruita Paleontological Resource Area) находится в долине Гранд-Вэлли[англ.] к югу от города[англ.] с одноимённым названием. В конце XIX века Филдовский музей естественной истории получил письмо от доктора С. М. Брэдбери, в котором тот утверждал, что в указанном районе обнаружено большое количество костей. В 1900 году на место прибыл сотрудник музея Элмер С. Риггс и после ряда неудачных попыток обнаружил один их крупнейших на сегодняшний день скелет динозавра, названного им Brachiosaurus altithorax[45]. В 1975 году отложения пачки Браши-Бэйсин исследовал профессор Университета штата Калифорния Джордж Каллисон. Было найдено множество образцов, включая крокодиломорфа Fruitachampsa callisoni[англ.], ещё двух крокодилоподобных существ из групп Sphenosuchia и Shartegosuchidae[англ.], несколько фрагментов ящериц и млекопитающих, включая Priacodon fruitaensis[англ.][46]. В 2005 году было представлено обнаруженное здесь новое насекомоядное млекопитающее фрутафоссор[47][48].

### Юта
- Карьер динозавров Кливленд-Ллойд[англ.]. Это один из самых необычных карьеров в формации Моррисон, поскольку 70 % из более 10 тыс. найденных в нём костей принадлежат одному виду, хищному динозавру Allosaurus fragilis (в других карьерах растительноядных динозавров в несколько раз больше, чем хищников)[49]. В этом месте, которое находится возле населённого пункта Кливленд[англ.], также были добыты типовые образцы стоксозавра[50] и маршозавра[51]. Карьер разрабатывается с 1929 года, в разные годы здесь производили раскопки аффилированная с Университетом Юты компания Golden York, Принстонский университет, Историческое общество Юты[англ.], Университет Бригама Янга, Висконсинский университет в Ошкоше[англ.][49]. Профессор Терри Гейтс из Университета Юты полагает, что в этом месте находился пересыхающий водоём, где динозавры погибали в периоды продолжительных засух[52].

- Национальный памятник «Динозавры»[англ.]. Об отложениях юрского периода в горах Юинта в 1871 году сообщил геолог Фердинанд Гайден, проводивший исследования в этих местах[53]. Тогда же Джон Уэсли Пауэлл первым из учёных обнаружил здесь остатки крупных животных. Территория долгое время оставалась нетронутой, пока сотрудник Музея Карнеги, в 1908 году искавший ископаемых млекопитающих по соседству в Монтане, не наткнулся на бедренную кость завропода. Последовавшие за этим раскопки привели к открытию кладбища динозавров, из которого с 1909 по 1922 год музеем были вывезены более 300 тонн костей: остатки нескольких апатозавров, нескольких камаразавров, двух барозавров, диплодока, дриозавра, камптозавра, аллозавра, стегозавра, черепахи Glyptops[англ.] и крокодиломорфа из семейства Goniopholididae[англ.]. После музея Карнеги в карьере недолго работал Чарльз Гилмор из Национального музея США; одна из его находок — диплодок — в настоящее время выставлен в Национальном музее естественной истории в Вашингтоне. С 1953 года раскопки в указанном районе проводит Служба национальных парков; результатом работ стала самая большая в формации коллекция динозавров[54].
- Карьер Хэнксвилл-Берпи[англ.]

### Вайоминг
- Комо-Блафф[англ.] — одно из самых известных палеонтологических мест в Северной Америке, разрабатываемое с XIX века. В районе этого хребта были обнаружены многочисленные остатки древних рыб, лягушек, саламандр, черепах, крокодилов, клинозубов, фрагменты динозавров завропод, теропод, орнитопод и стегозавров, а также млекопитающих из отрядов многобугорчатых, триконодонтов, симметродонтов, докодонтов и Dryolestida[англ.]. В частности, ещё в XIX веке здесь были добыты типовые образцы таких животных, как камаразавры Camarasaurus grandis и Camarasaurus lentus, стегозавры Stegosaurus sulcatus и Stegosaurus stenops, Coelurus fragilis, Dryosaurus altus, Dermodactylus, Dryolestes priscus, Brontosaurus excelsus, Diplodocus carnegii, Dryosaurus altus, Camptosaurus dispar, Glyptops[англ.], Amphicotylus[англ.][55].

После долгого перерыва в 1968—1970 годах группа палеонтологов из Американского музея естественной истории и Музея Пибоди под руководством Роберта Бэккера провели новые изыскания в Комо-Блафф, по его итогам описав несколько новых видов, в том числе черепах Dorsetochelys buzzops и Uluops uluops, млекопитающих Foxraptor atrox, Morrisonodon brentbaatar и Zofiabaatar pulcher.
- Карьер Боун-Кэбин[англ.] находится на относительно плоской равнине недалеко от Комо-Блафф, в 89 км к северо-западу от города Ларами. Сотрудник Американского музея естественной истории Уолтер Грейнджер обратил внимание на это место в 1897 году, поскольку местный пастух построил здесь хижину из костей, которые в обилии были разбросаны рядом. С 1898 по 1905 год музей извлёк из начатого ими карьера до 500 фрагментов по крайней мере 50 животных. Большинство образцов динозавров относятся к завроподам и стегозаврам, но есть также крокодилы, черепахи, аллозавры и камптозавры. На рубеже веков здесь был добыт типовой образец плотоядного теропода Ornitholestes hermanni[57].

В 1990-е годы карьер расширила компания Western Paleo Labs из Юты. Её удалось найти несколько образцов новых видов, в том числе растительноядного анкилозавра Gargoyleosaurus parkpinorum, небольшого длинноногого теропода Tanycolagreus topwilsoni и птерозавра Harpactognathus gentryii. Ещё одной ценной находкой является полный скелет североамериканского юрского крокодилоформа Eutretauranosuchus delfsi.
- Центр динозавров Вайоминга[англ.] расположен в окрестностях города Термополис в Вайоминге к северу от хребта Оул-Крик[англ.] и к западу от южной оконечности хребта Бигхорн[англ.]. В 1990-е годы здесь был реализован один из самых крупных проектов по поиску доисторических организмов формации — создан огромный открытый карьер и открыт центр для посетителей. Работы проводил немецкий коллекционер швейцарского происхождения Буркхард Пол (Burkhard Pohl). Большая часть остатков динозавров принадлежит камаразаврам, апатозаврам, аллозаврам, стегозаврам или камптозаврам[60].
- Карьер Дана (англ. Dana Quarry), активно разрабатываемый с 2006 года, находится возле города Тен-Слип в Вайоминге. Здесь были обнаружены не менее 12 видов зауропод и теропод, включая хорошо сохранившиеся скелеты гесперозавра, камаразавра и, возможно, Allosaurus jimmadseni[61][62].

### Монтана
- Карьер Мазерс-Дэй[англ.] находится у подножия хребта Прайор[англ.] в округе Карбон, штат Монтана. Окаменелости были впервые обнаружены Музеем Скалистых гор в 1994 году, и с тех пор здесь было извлечено на поверхность более 2500 фрагментов доисторической фауны. За исключением 12 зубов теропод, фрагментов конечностей стегозавров и остатков двух жаброногих ракообразных, все находки принадлежат диплодокам. Полагают, что в этом месте, где некогда находился редкий в округе источник воды, животные погибали в периоды засухи[63][64].

## Добыча полезных ископаемых
Урановые месторождения были обнаружены в формации Моррисон в начале второй половины XX века. В 1950-х — 1970-х годах руда активно добывалась на северо-западе Нью-Мексико, на востоке Юты и западе Колорадо. Наиболее продуктивными были шахты в районе населённых пунктов Грантс (Нью-Мексико) и Моаб (Юта), а также к югу от Гейтвея (Колорадо).